# 인디아 힉스
인디아 어맨다 캐롤라인 힉스(영어: India Amanda Caroline Hicks, 1967년 9월 5일 ~ )는 영국의 디자이너, 작가, 기업인, 모델이다. 뉴잉글랜드 사진 학교를 졸업한 후 힉스는 인테리어 디자이너가 되었고 랄프 로렌 등의 모델이 되었다. 그녀는 1996년 바하마로 이주하여 책을 출판하고 가정 및 뷰티 제품을 홍보했으며 보석 라인을 출시했다. 힉스는 비영리 단체인 Global Empowerment Mission에서 일하면서 재난 현장으로 자주 여행한다. 레이디 파멜라 힉스의 딸인 그녀는 마운트배튼 가문의 모계 후손이며 영국 왕실의 친척이다.